# Powiat Ostrowiecki
Der Powiat Ostrowiecki ist ein Powiat (Kreis) in der polnischen Woiwodschaft Heiligkreuz. Der Powiat hat eine Fläche von 616,33 km², auf der etwa 115.500 Einwohner leben.

## Gemeinden
Der Powiat umfasst sechs Gemeinden, davon eine Stadtgemeinde, zwei Stadt-und-Land-Gemeinden und drei Landgemeinden.

### Stadtgemeinde
- Ostrowiec Świętokrzyski

### Stadt-und-Land-Gemeinden
- Ćmielów
- Kunów

### Landgemeinden
- Bałtów
- Bodzechów
- Waśniów